# Leda Giannuzzi
Leda Giannuzzi (Buenos Aires, 17 de agosto de 1955-La Plata, 7 de abril de 2023) fue una investigadora científica argentina, doctora en Ciencias Químicas y magíster en Ciencia y Tecnología de Alimentos. Se destacó por sus contribuciones en la materia soberanía alimentaria y por la generación de tecnologías amigables con el ambiente para la remoción de cianobacterias y cianotoxinas. 

## Biografía
Fue la hija de la escritora argentina Libertad Demitrópulos y el poeta y periodista argentino Joaquín Giannuzzi.

### Trayectoria
Fue becaria de iniciación de la Comisión de Investigaciones Científicas de la Provincia de Buenos Aires (CICPBA) entre el 1 de octubre de 1984 y el 30 de septiembre de 1986, becaria de perfeccionamiento CICPBA entre el 1 de octubre de 1986 y el 30 de marzo de 1987, y posteriormente, fue becaria de perfeccionamiento del Consejo Nacional de Investigaciones Científicas y Técnicas (CONICET) entre el 1 de abril de 1987 y el 30 de marzo de 1989 y becaria de formación superior CONICET entre el 1 de abril de 1989 y el 31 de marzo de 1992, bajo la dirección de Noemí Zaritzky. Fue Investigadora principal del CONICET, se doctoró en Ciencias Químicas por la Universidad de Buenos Aires y realizó en la Universidad Nacional de Mar del Plata un magíster en Ciencia y Tecnología de Alimentos. Al mismo tiempo fue profesora en la cátedra de Toxicología de la Facultad de Ciencias Exactas de la Universidad Nacional de La Plata.
En su trabajo de investigación en el CONICET, logró el rango de Investigadora Principal. Junto a su equipo del Centro de Investigación y Desarrollo en Criotecnología de Alimentos (CIDCA), de la Universidad Nacional de La Plata, detectaron por primera vez en 2004 la presencia de la cianobacteria tóxica Microcystis cf. aeruginosa en el Río de la Plata. La relevancia del hallazgo reside en que ese cuerpo de agua es la principal fuente de agua potable de la Argentina, constituyéndose en un problema sanitario y ambiental.
En la Universidad Nacional de La Plata fue docente desde el año 1992. En la Facultad de Ciencias Exactas de esa universidad fundó la Cátedra Libre de Soberanía Alimentaria, dedicada a articular el saber académico con el popular, vinculados con la producción, la distribución y el consumo de alimentos sanos desde las premisas de la producción sustentable. 
Sostenía una mirada crítica sobre la ciencia en Argentina, cercana a la postura de Oscar Varsavsky. Consideraba la dependencia cultural y la escasa satisfacción de las necesidades populares como los desafíos importantes a resolver.
Falleció el 7 de abril de 2023 en La Plata.

## Obra
- GIANNUZZI L. y FERRARI L. 2006. Manual de Técnicas Analíticas en el laboratorio de Toxicología y Química Forense. Editorial Praia. Buenos Aires. ISBN 987-9287-57-6.
- GIANNUZZI L. 2009. Cianobacterias y cianotoxinas. ISBN 978-987-05-5749-4
- RODRIGUEZ M. Y GIANNUZZI L. 2017. Propiedades antimutagenicas de la carqueja, planta medicinal. Editorial Académica Española. ISBN 978-620-2-25691-9.
- GIANNUZZI L. 2017. Cianobacterias como determinantes ambientales de la salud. Segunda edición. Ciudad Autónoma de Buenos Aires: Ministerio de Salud de la Nación. Dirección Nacional de Determinantes de la Salud e Investigación. ISBN 978-950-38-0255-7.

## Distinciones
Recibió el Premio Publitec 1994 al "Mejor trabajo de investigación con aplicación a la industria" otorgado al equipo de investigación interviniente en los siguientes trabajos presentados en el VIII Seminario Latinoamericano y del Caribe de Ciencia y Tecnología de Alimentos. Sociedad Uruguaya de Ciencia y Tecnología de Alimentos, Montevideo, Uruguay, 16 al 21 de octubre de 1994, por los trabajos:
- Extensión de la vida útil de batatas pre-peladas refrigeradas usando preservadores químicos y película de envase (M. Juliarena, M.A. De Cristófano, A.M. Lombardi, L. Giannuzzi y N.E. Zaritzky)

- Modelado del desarrollo microbiano en el sistema de homogenato de papa (A. Pinotti, L. Giannuzzi y N.E. Zaritzky)

Recibió el Primer Premio otorgado en el XII Congreso Argentino de Saneamiento y Medio Ambiente. (Buenos Aires, Argentina. 7 al 9 de mayo de 2002) por el trabajo: “Aplicación de análisis de imágenes en el control cinético del desarrollo de microorganismos filamentosos” (Contreras E. M., Giannuzzi L. Zaritzky N.E.) 
Premio AIDIS al mejor trabajo en poster: “Evaluación del efecto de ozono en el control del bulking
filamentoso”. Autores: Caravelli A. Giannuzzi L. Zaritzky N. XIV Congreso de Saneamiento y Medio
Ambiente, Buenos Aires , 17 al 19 de noviembre de 2004.
Recibió en 2007 el Premio IPCVA a la innovación Tecnológica en carne vacuna  por su contribución titulada “Modelado matemático del desarrollo de microorganismos Gram negativos en carnes bovinas” en coautoría son F. Coll Cárdenas y Noemí Zaritzky, en el marco del XI Congreso Argentino de Ciencia y Tecnología de Alimentos y el 2° Simposio Internacional de Nuevas Tecnologías.